# Liste der Bildungsminister von Frankreich

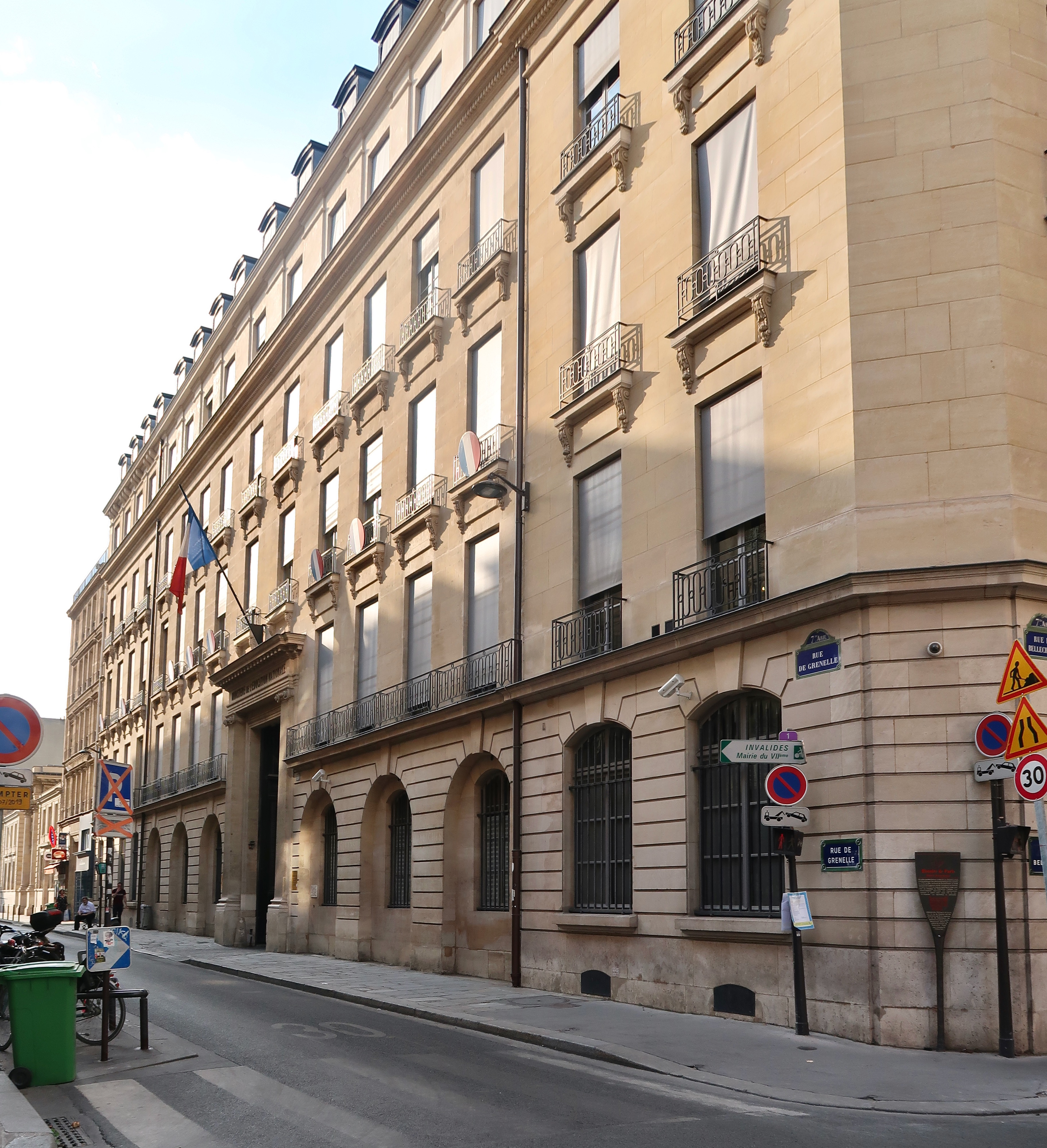
Hôtel de Rochechouart, Sitz des Ministeriums

Der Minister für nationale Bildung (Ministre de l'Education nationale) ist ein Mitglied der französischen Regierung, das mit der Weiterentwicklung des Bildungssystems befasst ist.
Das Amt des Ministers für öffentlichen Unterricht (Ministre de l'Instruction Publique) wurde in Frankreich 1828 ins Leben gerufen. Es war für gewöhnlich kombiniert dem Amt des Ministers für öffentlichen Gottesdienst, der mit Themen befasst war, die die katholische Kirche betrafen (es sei denn, der Minister für öffentlichen Unterricht war ein Protestant).
1932 wurde der Amtstitel in Minister für nationale Bildung geändert. Dabei blieb es bis heute, auch wenn zwischen 1940 und 1941 für kurze Zeit der althergebrachte Name wieder eingeführt und während der Präsidentschaft von Valéry Giscard d’Estaing (1974–1981) der Titel Bildungsminister gebraucht wurde.

## Minister für öffentlichen Unterricht (1828–1932)
| Minister                                               | Beginn             | Ende               |
| ------------------------------------------------------ | ------------------ | ------------------ |
| Antoine François Henri Lefebvre de Vatimesnil          | 10. Februar 1828   | 8. August 1829     |
| Guillaume Isidore, comte de Montbel                    | 8. August 1829     | 18. November 1829  |
| Martial de Guernon-Ranville                            | 18. November 1829  | 31. Juli 1830      |
| François Guizot                                        | 31. Juli 1830      | 1. August 1830     |
| Louis, baron Bignon                                    | 1. August 1830     | 11. August 1830    |
| Achille-Léon-Victor de Broglie                         | 11. August 1830    | 2. November 1830   |
| Joseph Mérilhou                                        | 2. November 1830   | 27. November 1830  |
| Félix Barthe                                           | 27. November 1830  | 13. März 1831      |
| Marthe Camille Bachasson de Montalivet                 | 13. März 1831      | 30. April 1832     |
| Louis Gaspard Amédée, baron Girod de l'Ain             | 30. April 1832     | 11. Oktober 1832   |
| François Guizot                                        | 11. Oktober 1832   | 10. November 1834  |
| Jean-Baptiste Teste                                    | 10. November 1834  | 18. November 1834  |
| François Guizot                                        | 18. November 1834  | 22. Februar 1836   |
| Privat Joseph Claramont, comte Pelet de la Lozère      | 22. Februar 1836   | 6. September 1836  |
| François Guizot                                        | 6. September 1836  | 15. April 1837     |
| Narcisse-Achille de Salvandy                           | 15. April 1837     | 31. März 1839      |
| Narcisse Parant                                        | 31. März 1839      | 12. Mai 1839       |
| Abel-François Villemain                                | 12. Mai 1839       | 1. März 1840       |
| Victor Cousin                                          | 1. März 1840       | 29. Oktober 1840   |
| Abel-François Villemain                                | 29. Oktober 1840   | 1. Februar 1845    |
| Narcisse-Achille de Salvandy                           | 1. Februar 1845    | 24. Februar 1848   |
| Hippolyte Carnot                                       | 24. Februar 1848   | 5. Juli 1848       |
| Achille Tenaille de Vaulabelle                         | 5. Juli 1848       | 13. Oktober 1848   |
| Alexandre Pierre Freslon                               | 13. Oktober 1848   | 20. Dezember 1848  |
| Alfred Frédéric, comte de Falloux                      | 20. Dezember 1848  | 31. Oktober 1849   |
| Marie Louis Pierre Félix Esquirou de Parieu            | 31. Oktober 1849   | 24. Januar 1851    |
| Charles Giraud                                         | 24. Januar 1851    | 10. April 1851     |
| Marie Jean Pierre Pie Frédéric Dombidau de Crouseilhes | 10. April 1851     | 26. Oktober 1851   |
| Charles Giraud                                         | 26. Oktober 1851   | 3. Dezember 1851   |
| Hippolyte Fortoul                                      | 3. Dezember 1851   | 7. Juni 1856       |
| Gustave Rouland                                        | 13. August 1856    | 23. Juni 1863      |
| Victor Duruy                                           | 23. Juni 1863      | 17. Juli 1869      |
| Louis Olivier Bourbeau                                 | 17. Juli 1869      | 2. Januar 1870     |
| Émile Alexis Segris                                    | 2. Januar 1870     | 14. April 1870     |
| Maurice Richard                                        | 14. April 1870     | 15. Mai 1870       |
| Jacques Philippe Mège                                  | 15. Mai 1870       | 10. August 1870    |
| Jules Louis Joseph Brame                               | 10. August 1870    | 4. September 1870  |
| Jules Simon                                            | 5. September 1870  | 17. Mai 1873       |
| William Henry Waddington                               | 18. Mai 1873       | 25. Mai 1873       |
| Anselme Polycarpe Batbie                               | 25. Mai 1873       | 26. November 1873  |
| Oscar Bardi de Fourtou                                 | 26. November 1873  | 22. Mai 1874       |
| Arthur de Cumont                                       | 22. Mai 1874       | 10. März 1875      |
| Henri Wallon                                           | 10. März 1875      | 9. März 1876       |
| William Henry Waddington                               | 9. März 1876       | 17. Mai 1877       |
| Joseph Brunet                                          | 17. Mai 1877       | 23. November 1877  |
| Hervé Faye                                             | 23. November 1877  | 13. Dezember 1877  |
| Agénor Bardoux                                         | 13. Dezember 1877  | 4. Februar 1879    |
| Jules Ferry                                            | 4. Februar 1879    | 14. November 1881  |
| Paul Bert                                              | 14. November 1881  | 30. Januar 1882    |
| Jules Ferry                                            | 30. Januar 1882    | 7. August 1882     |
| Jules Duvaux                                           | 7. August 1882     | 21. Februar 1883   |
| Jules Ferry                                            | 21. Februar 1883   | 20. November 1883  |
| Armand Fallières                                       | 20. November 1883  | 6. April 1885      |
| René Goblet                                            | 6. April 1885      | 11. Dezember 1886  |
| Marcellin Berthelot                                    | 11. Dezember 1886  | 30. Mai 1887       |
| Eugène Spuller                                         | 30. Mai 1887       | 12. Dezember 1887  |
| Léopold Faye                                           | 12. Dezember 1887  | 3. April 1888      |
| Édouard Lockroy                                        | 3. April 1888      | 22. Februar 1889   |
| Armand Fallières                                       | 22. Februar 1889   | 17. März 1890      |
| Léon Bourgeois                                         | 17. März 1890      | 6. Dezember 1892   |
| Charles Dupuy                                          | 6. Dezember 1892   | 4. April 1893      |
| Raymond Poincaré                                       | 4. April 1893      | 3. Dezember 1893   |
| Eugène Spuller                                         | 3. Dezember 1893   | 30. Mai 1894       |
| Georges Leygues                                        | 30. Mai 1894       | 26. Januar 1895    |
| Raymond Poincaré                                       | 26. Januar 1895    | 1. November 1895   |
| Émile Combes                                           | 1. November 1895   | 29. April 1896     |
| Alfred Rambaud                                         | 29. April 1896     | 28. Juni 1898      |
| Léon Bourgeois                                         | 28. Juni 1898      | 1. November 1898   |
| Georges Leygues                                        | 1. November 1898   | 7. Juni 1902       |
| Joseph Chaumié                                         | 7. Juni 1902       | 24. Januar 1905    |
| Jean-Baptiste Bienvenu-Martin                          | 24. Januar 1905    | 14. März 1906      |
| Aristide Briand                                        | 14. März 1906      | 4. Januar 1908     |
| Gaston Doumergue                                       | 4. Januar 1908     | 3. November 1910   |
| Maurice-Louis Faure                                    | 3. November 1910   | 2. März 1911       |
| Théodore Steeg                                         | 2. März 1911       | 14. Januar 1912    |
| Gabriel Guist’hau                                      | 14. Januar 1912    | 21. Januar 1913    |
| Théodore Steeg                                         | 21. Januar 1913    | 22. März 1913      |
| Louis Barthou                                          | 22. März 1913      | 9. Dezember 1913   |
| René Viviani                                           | 9. Dezember 1913   | 9. Juni 1914       |
| Arthur Dessoyes                                        | 9. Juni 1914       | 13. Juni 1914      |
| Victor Augagneur                                       | 13. Juni 1914      | 3. August 1914     |
| Albert Sarraut                                         | 3. August 1914     | 29. Oktober 1915   |
| Paul Painlevé                                          | 29. Oktober 1915   | 12. Dezember 1916  |
| René Viviani                                           | 12. Dezember 1916  | 20. März 1917      |
| Théodore Steeg                                         | 20. März 1917      | 12. September 1917 |
| Daniel Vincent                                         | 12. September 1917 | 16. November 1917  |
| Louis Lafferre                                         | 16. November 1917  | 27. November 1919  |
| Léon Bérard                                            | 27. November 1919  | 20. Januar 1920    |
| André Honorrat                                         | 20. Januar 1920    | 16. Januar 1921    |
| Léon Bérard                                            | 16. Januar 1921    | 29. März 1924      |
| Henry de Jouvenel                                      | 29. März 1924      | 9. Juni 1924       |
| Adolphe Landry                                         | 9. Juni 1924       | 14. Juni 1924      |
| François Albert                                        | 14. Juni 1924      | 17. April 1925     |
| Anatole de Monzie                                      | 17. April 1925     | 11. Oktober 1925   |
| Yvon Delbos                                            | 11. Oktober 1925   | 28. November 1925  |
| Édouard Daladier                                       | 28. November 1925  | 9. März 1926       |
| Lucien Lamoureux                                       | 9. März 1926       | 23. Juni 1926      |
| Bertrand Nogaro                                        | 23. Juni 1926      | 19. Juli 1926      |
| Édouard Daladier                                       | 19. Juli 1926      | 23. Juli 1926      |
| Édouard Herriot                                        | 23. Juli 1926      | 11. November 1928  |
| Pierre Marraud                                         | 11. November 1928  | 21. Februar 1930   |
| Jean Durand                                            | 21. Februar 1930   | 2. März 1930       |
| Pierre Marraud                                         | 2. März 1930       | 13. Dezember 1930  |
| Camille Chautemps                                      | 13. Dezember 1930  | 27. Januar 1931    |
| Mario Roustan                                          | 27. Januar 1931    | 3. Juni 1932       |

## Minister für nationale Bildung (1932 bis heute)
| Minister                                                 | Beginn             | Ende               |
| Anatole de Monzie                                        | 3. Juni 1932       | 30. Januar 1934    |
| Aimé Berthod                                             | 30. Januar 1934    | 8. November 1934   |
| André Mallarmé                                           | 8. November 1934   | 1. Juni 1935       |
| Mario Roustan                                            | 1. Juni 1935       | 7. Juni 1935       |
| Philippe Marcombes                                       | 7. Juni 1935       | 13. Juni 1935      |
| Mario Roustan                                            | 17. Juni 1935      | 24. Januar 1936    |
| Henri Guernut                                            | 24. Januar 1936    | 4. Juni 1936       |
| Jean Zay                                                 | 4. Juni 1936       | 10. September 1939 |
| Yvon Delbos                                              | 13. September 1939 | 21. März 1940      |
| Albert Sarraut                                           | 21. März 1940      | 5. Juni 1940       |
| Yvon Delbos                                              | 5. Juni 1940       | 16. Juni 1940      |
| Albert Rivaud                                            | 16. Juni 1940      | 12. Juli 1940      |
| Émile Miraud (Minister für öffentlichen Unterricht)      | 12. Juli 1940      | 6. September 1940  |
| Georges Ripert (Minister für öffentlichen Unterricht)    | 6. September 1940  | 13. Dezember 1940  |
| Jacques Chevalier (Minister für öffentlichen Unterricht) | 13. Dezember 1940  | 23. Februar 1941   |
| Jérôme Carcopino                                         | 25. Februar 1941   | 18. April 1942     |
| Abel Bonnard                                             | 18. April 1942     | 20. August 1944    |
| René Capitant                                            | 20. August 1944    | 21. November 1945  |
| Paul Joseph Marie Giacobbi                               | 21. November 1945  | 26. Januar 1946    |
| Marcel Edmond Naegelen                                   | 26. Januar 1946    | 12. Februar 1948   |
| Édouard Depreux                                          | 12. Februar 1948   | 26. Juli 1948      |
| Yvon Delbos                                              | 26. Juli 1948      | 5. September 1948  |
| Tony Revillon                                            | 5. September 1948  | 11. September 1948 |
| Yvon Delbos                                              | 11. September 1948 | 2. Juli 1950       |
| André Morice                                             | 2. Juli 1950       | 12. Juli 1950      |
| Pierre-Olivier Lapie                                     | 12. Juli 1950      | 11. August 1952    |
| André Marie                                              | 11. August 1952    | 19. Juni 1954      |
| Jean Berthoin                                            | 19. Juni 1954      | 1. Februar 1956    |
| René Billères                                            | 1. Februar 1956    | 14. Mai 1958       |
| Jacques Bordeneuve                                       | 14. Mai 1958       | 1. Juni 1958       |
| Jean Berthoin                                            | 1. Juni 1958       | 8. Januar 1959     |
| André Boulloche                                          | 8. Januar 1959     | 23. Dezember 1959  |
| Michel Debré                                             | 23. Dezember 1959  | 15. Januar 1960    |
| Louis Joxe                                               | 15. Januar 1960    | 23. November 1960  |
| Pierre Guillaumat                                        | 23. November 1960  | 20. Februar 1961   |
| Lucien Paye                                              | 20. Februar 1961   | 15. April 1962     |
| Pierre Sudreau                                           | 15. April 1962     | 15. Oktober 1962   |
| Louis Joxe                                               | 15. Oktober 1962   | 28. November 1962  |
| Christian Fouchet                                        | 28. November 1962  | 6. April 1967      |
| Alain Peyrefitte                                         | 6. April 1967      | 30. Mai 1968       |
| François-Xavier Ortoli                                   | 30. Mai 1968       | 10. Juli 1968      |
| Edgar Faure                                              | 10. Juli 1968      | 23. Juni 1969      |
| Olivier Guichard                                         | 23. Juni 1969      | 7. Juli 1972       |
| Joseph Fontanet                                          | 7. Juli 1972       | 28. Mai 1974       |
| René Haby (Bildungsminister)                             | 28. Mai 1974       | 5. April 1978      |
| Christian Beullac (Bildungsminister)                     | 5. April 1978      | 22. Mai 1981       |
| Alain Savary                                             | 22. Mai 1981       | 19. Juli 1984      |
| Jean-Pierre Chevènement                                  | 19. Juli 1984      | 20. März 1986      |
| René Monory                                              | 20. März 1986      | 12. Mai 1988       |
| Lionel Jospin                                            | 12. Mai 1988       | 2. April 1992      |
| Jack Lang                                                | 2. April 1992      | 29. März 1993      |
| François Bayrou                                          | 29. März 1993      | 4. Juni 1997       |
| Claude Allègre                                           | 4. Juni 1997       | 28. März 2000      |
| Jack Lang                                                | 28. März 2000      | 7. Mai 2002        |
| Luc Ferry                                                | 7. Mai 2002        | 31. März 2004      |
| François Fillon                                          | 31. März 2004      | 2. Juni 2005       |
| Gilles de Robien                                         | 2. Juni 2005       | 18. Mai 2007       |
| Xavier Darcos                                            | 18. Mai 2007       | 23. Juni 2009      |
| Luc Chatel                                               | 23. Juni 2009      | bis 15. Mai 2012   |
| Vincent Peillon                                          | 16. Mai 2012       | 31. März 2014      |
| Benoît Hamon                                             | 2. April 2014      | 25. August 2014    |
| Najat Vallaud-Belkacem                                   | 26. August 2014    | 17. Mai 2017       |
| Jean-Michel Blanquer                                     | 17. Mai 2017       | 20. Mai 2022       |
| Pap Ndiaye                                               | 20. Mai 2022       | 20. Juli 2023      |
| Gabriel Attal                                            | 20. Juli 2023      | 9. Januar 2024     |
| Amélie Oudéa-Castéra                                     | 11. Januar 2024    | 8. Februar 2024    |
| Nicole Belloubet                                         | 8. Februar 2024    | 5. September 2024  |
| Anne Genetet                                             | 21. September 2024 | 23. Dezember 2024  |
| Élisabeth Borne                                          | 23. Dezember 2024  | amtierend          |